# Samuel Rubio Calzón
Samuel Rubio Calzón, O.S.A. (Posada de Omaña; 20 de agosto de 1912-Madrid; 15 de marzo de 1986) fue un monje agustino, musicólogo y organista español, reconocido como el máximo exponente de su tiempo, el fundador y primer presidente de la Sociedad Española de Musicología.

## Biografía

### Primeros años
Samuel Rubio Calzón nace en Posada de Omaña, León el 20 de agosto de 1912 en el seno de una familia humilde. Su hermano Luciano, también monje agustino posteriormente y experto en lengua hebraica, le precedería en tres años. Comienza sus primeros estudios de humanidades en la escuela del pueblo, y posteriormente ahonda en el conocimiento del latín de la mano del padre Cancio en la preceptoría de Vegarienza. En 1927, a la edad de quince años, se traslada a Madrid para ingresar en el noviciado de la Comunidad de Agustinos de El Escorial, cursando en la recién instaurada casa de Leganés los estudios de Filosofía escolástica. En 1932 se traslada al Monasterio de San Lorenzo de El Escorial para cursar los estudios de Teología hasta 1936, años en los que compaginaría estos estudios con los de música —solfeo, piano y armonía— de la mano de los padres agustinos Juan Múgica, Pedro de la Varga y Eusebio Arámburu.
En 1936 termina la carrera eclesiástica y profesa los votos solemnes el 27 de septiembre de 1939. Durante los años de la Guerra Civil es encarcelado en Madrid junto al resto de monjes agustinos escurialenses y posteriormente trasladado a la cárcel de Alicante hasta su liberación.

### Nueva vida en el sacerdocio y época de grandes estudios
Samuel Rubio es ordenado finalmente sacerdote el 14 de febrero de 1940, permaneciendo en el Monasterio de El Escorial como organista a cargo de la Basílica. En enero de 1943 sustituye al padre Arámburu como maestro de capilla mientras mantiene su puesto de organista junto a Paulino Ortiz de Jócano hasta 1959.
A su vez en 1940 se matrícula en el Instituto Pontificio de Música Sagrada de Roma, comenzando su verdadera época dorada como musicólogo. Estudia armonía y composición con Benito García de la Parra, así como con Francisco Fúster y el padre Nemesio Otaño. Comienza aquí su estudio formal del órgano con Bernardo Gabiola, continuando posteriormente con Ramón González de Amezúa. Centra sus estudios en el aprendizaje y perfeccionamiento del canto gregoriano con eminentísimos maestros como Gregorio María Sunyol, David Pujol e Ildefonso Pinell en el monasterio benedictino de Montserrat, Barcelona, Germán Prado en Santo Domingo de Silos, Burgos, y posteriormente paleografía musical con Dom Gajard y Dom Cardine en Solesmes, Francia.En 1942 aparece su primera transcripción a la que seguirían otras muchas, un motete de Fray Pedro de Tafalla.
Entre tanto comienzan en estos años sus colaboraciones con la Escuela Superior de Música Sagrada dirigida por aquel entonces por el padre Tomas de Manzárraga, con excelentes resultados en el ámbito musical nacional.
En 1950 comienza a estudiar formalmente musicología en Ratisbona, Alemania con Fernando Haberl, y termina sus estudios en Roma con la Licencia en Canto Gregoriano —calificación Magna cum laude probatus— a través de su tesina para el Magisterio, Melodías gregorianas en los Libros Corales.
El 18 de febrero de 1967 es Doctorado definitivamente en Música Sagrada —Sección de Musicología— por el ya mencionado instituto en Roma con la máxima calificación Summa cum laude probatus gracias a su brillantísima tesis Técnica, estilo y expresión de la polifonía de Cristóbal de Morales bajo la dirección de Monseñor Anglés.

### Años de plenitud musicológica. Últimos años
En 1969 funda y dirige el Colegio Mayor Universitario Elías Ahúja en Madrid, hasta 1971.Vuelve nuevamente al Escorial hasta que al año siguiente es nombrado Catedrático interino de Musicología y Canto Gregoriano en el Real Conservatorio de Música de Madrid. En 1975 comienza su residencia en el Colegio Mayor Universitario Mendel, época de máximo número de publicaciones, viajes e incansables colaboraciones con diferentes entidades —Universidad de México, Conservatorio de Pamplona, Universidad de Salamanca, San Sebastián, Bilbao, Cuenca, entre otras—
En 1977 se crea la Sociedad Española de Musicología (SEdeM) siendo elegido presidente de la misma en la primera Asamblea General. Reelegido varias veces consecutivas para este cargo, ha desempeñado una gran actividad tanto a nivel nacional como internacional. Posteriormente, en 1978 es elegido presidente de la Sociedad para la Defensa y el Fomento del Órgano español. En 1979 organiza el primer congreso de musicología en Zaragoza, la segunda semana de septiembre. En mayo de 1980 se le designa como catedrático extraordinario del Real Conservatorio de Música de Madrid a petición unánime del claustro de profesores del mismo, de la Academia de Bellas Artes de San Fernando y del Consejo de Educación de la Comunidad de Madrid.
El 5 de julio de 1981 recibe el reconocimiento a toda una vida de dedicación musical a través de la Medalla de oro de Bellas Artes que recibe de manos del rey Juan Carlos I.
Finalmente, la vida de Samuel Rubio se apaga en Madrid el día 15 de marzo de 1986, dejando tras de sí un legado y un valor musicológicos.

## Legado y obra
El P. Samuel Rubio fue destacado en el ámbito musicológico en dos campos concretos: uno fue el estudio de la polifonía clásica y más concretamente del siglo XVI, y otro el estudio de las obras del P. Antonio Soler y Ramos, así como de la historia musical de El Escorial.
Al debemos numerosísimas publicaciones a lo largo de su vida, y gracias a ellas destacamos la renovación del concepto de polifonía clásica en la sociedad musical moderna, acabando con concepciones arcaicas y dándole un nuevo frescor a todo el mundo musical antiguo. Músico activo e incansable, no solo se limitó a la investigación y archivación musicológica sino que desempeñó una actividad frenética a lo largo de su vida.
En el ámbito estrictamente musicológico, podemos hacer dos diferenciaciones principales en cuanto a estudios:

### Polifonía clásica
La aportación de Samuel Rubio a este campo en imprescindible a la hora de comprender el estudio de la polifonía clásica moderna. Aunque a lo largo de su vida realizó numerosísimas publicaciones y estudios preliminares, destacan una serie de obras monumentales que constituyen una enorme contribución a este campo musical.
En 1956 publica a través de “La ciudad de Dios” del Monasterio de El Escorial un tratado denominado La polifonía Clásica. Constituye un extraordinario estudio sobre la notación polifónica en el siglo XVI, las formas musicales así como la interpretación de las obras procedentes de dicha época. Traducido a varios idiomas, forma parte en la bibliografía imprescindible a la hora del estudio de música renacentista.
Otra de sus grandes obras, cuando no la más grande es su Técnica, estilo y expresión de la polifonía de Cristóbal de Morales. Considerada una auténtica obra maestra de la musicología española, es reconocida también como uno de los mejores estudios de estilística sobre un autor concreto, a nivel internacional. Fue publicada también en la biblioteca “La ciudad de Dios” de El Escorial y llevada a Roma como tesis para el doctorado. Comenzando por un capítulo dedicado a la bibliografía, analiza en la primera parte las melodías de Morales, desde los intervalos hasta los diversos procedimientos de ornamentación melódica para terminar después en un análisis de las formas y principios estéticos, a la vez que señala una serie de pautas para el análisis estilístico en musicología.
Su estudio sobre la obra y figura del compositor Tomas Luis de Victoria es otra de sus grandes cimas en cuanto al estudio de polifonía clásica. En 1949 ya centra sus estudios en él cuando reconoce con seguridad la autoría del motete O doctor optime del manuscrito nº 682 de la Biblioteca Central de Barcelona. Junto con la publicación en 1964 de todos sus motetes (Cuatro tomos, Unión Musical Española), le siguen numerosísimos artículos así como un infructuoso intento de publicar y editar la Opera Omnia del compositor abulense. No siendo posible este enorme proyecto, si recordamos una de sus publicaciones más famosas: la edición monumental del Officium Hebdomadae Sanctae.
Consta de una extensa introducción así como de completa biografía y bibliografía de Victoria seguido de un estudio histórico, formal y estilístico de su obra, siempre realizando comparaciones y cotejos entre las versiones impresas y el manuscrito 186 que se encuentra la Capilla Sixtina del Palacio Apostólico de la Ciudad del Vaticano.
Destacan junto a esto sus profundos estudios y semblanzas sobre tres compositores españoles: la publicación de la Opera Omnia de Juan de Anchieta, una enorme edición crítica de la obra de un compositor prácticamente desconocido a través de un profundo estudio de las fuentes, las obras y el estudio y la técnica; un largo estudio sobre Juan Navarro secundado por una transcripción de gran parte de sus obras; y la Agenda Defunctorum de Juan Vázquez.
Le siguen sus dos publicaciones antológicas más importantes: la Antología Polifónica Sacra, en dos tomos (1954 y 1956) con gran abundancia de material inédito destacando la publicación del motete de Victoria, Ego sum pañis vivus; y Polifonía Española, similar al anterior con la diferencia de que toda la música comprendida está en lengua castellana, y sin duda uno de los trabajos más apreciados por el propio autor.
También ha dedicado parte de su estudio al redescubrimiento de la música antigua para órgano, convirtiéndose junto a otro agustino, el P. Luis Villalba en una gran figura de cara a este ámbito musical. Destacamos en esta categoría sus dos obras principales: Antología de organistas clásicos de los ss. XVI y XVII y Organistas de la Real Capilla (s. XVIII).
Por si fuera poco, a todo esto hay que sumar la infinitud de publicaciones, estudios, semblanzas y ensayos aparecidos en diversas revistas de las cuales destacamos especialmente la famosa “Tesoro Sacro Musical” con su suplemento, y la agustiniana “La ciudad de Dios”. Así, las numerosas transcripciones publicadas en «Tesoro Sacro Musical y en «Suplemento Polifónico » comprenden obras de los siguientes autores: Pedro Tafalla, Manuel de León, Juan de Torres, Francisco Guerrero, Tomás Luis de Victoria, Juan Navarro, Palestrina, Juan Esquivel de Barahona, Fray Martín de Villanueva, Cristóbal de Morales, Antonio de Cabezón, Diego Torrijos, Fray Cristóbal de San Jerónimo, Sebastián Aguilera de Heredia, José Lidón, Pablo Bruna, José Jiménez, José Perandreu, P. Antonio Soler, entre muchas obras anónimas.

### La música de El Escorial: el padre Antonio Soler
La música del Real Monasterio de San Lorenzo de El Escorial fue el campo de acción en el que más estuvo presente la figura de Samuel Rubio, junto con el ya abordado estudio de la polifonía clásica. Tanto es así que su primer estudio publicado versó acerca de fray Manuel de León, un músico jerónimo del Escorial.
Sin duda el apogeo de este estudio es el extraordinario Catálogo del archivo de música del Monasterio de San Lorenzo de El Escorial, realizado en 1976 sobre la integral de músicas comprendidas entre las paredes del monasterio. A ello le siguen otras numerosísimas publicaciones sobre diversos músicos y monjes jerónimos de El Escorial, finalizando su tratado de este apartado en las grandes obras La Capilla de música, sus estudios sobre los grandes órganos, los libros cantorales, así como una de sus últimas publicaciones, Las melodías gregorianas de los libros corales del Monasterio de San Lorenzo del Escorial.
Y, sin embargo, los más largos, profundos y complejos estudios sobre un músico concreto desembocan en la figura del compositor y teclista jerónimo Antonio Soler y Ramos que, interpretado y estudiado desde la propia época del mismo, encuentra en Samuel Rubio al musicólogo que verdaderamente lo hizo saltar al panorama musical internacional.
En 1944, el P. Rubio publica su primer estudio sobre Soler, una transcripción del motete a cuatro voces mixtas, Confitebor tibi, Domine. En 1957 le sigue el monumental trabajo de publicación en la Unión musical española de la colección completa de sonatas del músico escurialense, en una edición crítica que, en doce volúmenes, comprende las 120 sonatas de las cuales sólo una mínima parte habían sido publicadas antes.
En 1968 publica los Seis conciertos a dos órganos (ya publicados anteriormente por Santiago Kastner), posiblemente las obras más famosas del P. Soler, junto al conocido fandango, de cuya autoría soleriana duda el propio Samuel Rubio.

## Listado completo de obras y publicaciones

### Libros

#### Estudios
1. La polifonía clásica, El Escorial, Biblioteca CD, 1956, 126 pp.
más 16 pp. con reproducciones musicales (Tres ediciones, una
en inglés).
2. Cristóbal de Morales. Estudio crítico de su polifonía, El Escorial,
Biblioteca CD, 1969. 345 pp.
3. Classical Polyphony, traducido por Tilomas Rive, Oxford: Blackwell,
1972, XVI+178 pp.
4. Catálogo del Archivo de Música del Monasterio de San Lorenzo
el Real del Escorial, Cuenca. IMR, XXVII+668 pp. (Vol. II de
este Catálogo con todos los «Incipit», por José Sierra).
5. Antonio Soler. Catálogo crítico, Cuenca, IMR, 1980, 151 pp.
6. La música religiosa española de los siglos XV y XVI. Publicado
en «Historia de la Iglesia en España», Biblioteca de Autores Cristianos,
Madrid, 1980, Vol. III (2.°), 553-583 pp.
7. El Magníficat en la música con especial acento en los de Cristóbal
de Morales, XXI Semana de Música Religiosa de Cuenca,
1982, 55 pp.
8. Las melodías gregorianas de los «Libros Corales» del Monasterio
del Escorial, Biblioteca CD, El Escorial (En prensa cuando se
escribe esta bibliografía. Conocido por las pruebas de imprenta).

#### Ediciones de música antigua
9. XXIV Cantica Sacra in honorem S. P. Augustini ex auctoribus
antiquis et hodiernis, Bilbao, 1954, 84 pp. de música (Tres composiciones
son del autor de la colección).
10. Antología Polifónica Sacra, Madrid Ed. Cocuisa, Voi. I, 1954,
XXXI+366 pp.; Voi. II, 1956, XIV+336 pp.
11. P. Antonio Soler. Sonatas para instrumento de tecla. 7 tomos
con estudios introductorios. Madrid, UME, Voi. I (1-20), 1952; II
(21-40), 1957; III (41-60), 1958; IV (61-68), 1958; V (69-90), 1959;
VI (91-99), 1962; VII (100-120), 1972.
12. Polifonía española. Canciones espirituales polifónicas, Madrid,
UME, Voi. I, 1955, 82 pp.; Voi. II, 1956, 106 pp.
13. G. P. da Palestrina. Missa «Papae Marcelli», Madrid, UME,
1961, 61 pp.
14. T. L. de Victoria. Missa «Quarti toni», Madrid, UME, 1961,
28 pp.
15. T. L. de Victoria. I. Motete «O magnum mysterium», a cuatro
voces. II. Missa «O magnum mysterium», a cuatro voces, Madrid,
UME, 1962, 32 pp.
16. T. L. de Victoria. Motetes, Madrid, UME, 1964, Vol. IV, 420 pp.
17. P. Antonio Soler. Seis conciertos para dos órganos, Madrid,
UME, 1968, 121 pp.
18. P. Antonio Soler. Fandango, Madrid, UME, 1971, 22 pp.
19. Antología de organistas clásicos, siglos XVI-XVII. Ed. del P.
Luis ViUalba Muñoz. Revisión del P. Samuel Rubio. Madrid.
UME, 1971, XtX+81 pp.
20. Organistas de la Real Capilla (Siglo XVIII), Madrid, UME, 1973.
XV1 + 134 pp.
21. Juan Vázquez. Agenda defunctorum. Sevilla 1556. Estudio técnico
estilístico y transcripción, Madrid, Real Musical. 1975,
XII+155 pp.
22. Tomás Luis de Victoria. Officium Hebdomadae Sanctae. Estudio
y edición crítica. Cuenca, IMR, 1977, 337 pp.
23. Juan Navarro. Introducción y transcripción. El Escorial. Biblioteca
CD. 1978, 378 pp.
24. Libro de música práctica de Francisco Tovar, Madrid, Joyas
Bibliográficas, Madrid, 1978, 132 pp. (Colección «Viejos Libros
de Música»).
25. P. Antonio Soler. Siete Villancicos de Navidad. Van precedidos,
en libro aparte, de un estudio histórico-estético sobre Formas
del Villancico polifónico desde el siglo XV hasta el XVIII.
Cuenca. IMR, 1979, 301 pp. de música, 92 de texto.
26. P. Antonio Soler. ¡Cielos, qué opuestas voces! Villancico de Calenda.
Madrid, UME, 1979.
27. Juan de Anchieta. Opera omnia. Estudio técnico, estilístico y
transcripción. Caja de Ahorros Provincial de Guipúzcoa, 1980,
189 pp.

### Revistas

#### Artículos y monografías
28. Fr. Manuel de León. En TSM (1944), p. 35.
29. Estudio sobre la polifonía española del siglo XVI y principios
del XVII. En TSM, 1947: 4, 29-31; 6, 45-46; 7, 53-57; 8, 61-62;
11, 81-83. 1948: 2, 9-11; 6, 41-45. 1949: 1, 2, 3, 2-7.
30. Responsorios de Semana Santa de Tomás Luis de Victoria. En
TSM 5 (1948), 38-40 (Nota bibliográfica).
31. Una obra inédita y desconocida de Tomás Luis de Victoria:
motete «O doctor optime... beate Augustine», a 4 voces mixtas.
En CD, Vol. 161 (1949), 525-559.
32. ¿Son de Victoria la «Missa Dominicalis» y el himno «Jesu dulcís
memoria»?, TSM, 10 (1949), 73-76; 2 (1950), 14-17.
33. El motete «Pastores loquebantur» publicado por F. Pedrel en el
tomo primero de «Opera Omnia» de Victoria, no es de este
autor sino de Guerrero. En TSM, 9 (1950), 87-88.
34. El archivo de música de la catedral de Plasencia. En «Anuario
Musical», V (1950), pp. 147-168.
35. Historia de las reediciones de los motetes de T. L. de Victoria y
significado de las variantes introducidas en ellas. En CD, Vol.
162 (1950), 313-351.
36. Congreso internacional de música sagrada. En CD, Vol. 162
(1950), 389-414.
37. La Capilla de música del Monasterio del Escorial, CD, Vol. 163
(1951), 59-117.
38. El beato Pío X y la polifonía clásica, TSM, 6 (1951), 90-92.
39. Manuscritos musicales de la literatura bizantina que se conservan
en la Biblioteca del Monasterio del Escorial, en «Actas del
Congreso Internacional de Música Sagrada» (1952), 119-122.
40. El P. Soler y sus sonatas para instrumentos de tecla. En «Aria»,
14 (1958).
41. Pío X y la música. En «Estafeta Literaria» (25 de octubre de 1958),
p. 8.
42. A los 350 años de la muerte de Tomás Luis de Victoria. En CD,
174 (1961), 693-727.
43. El P. Fr. Antonio Soler: Vida y obra. En «Monasterio de San
Lorenzo el Real» (Volumen conmemorativo del 4.° centenario de
su fundación). El Escorial, 1964, 469-513.
44. Los órganos del Monasterio del Escorial. En CD, 178 (1965),
464-490.
45. La música del «Misterio» de Elche. En TSM, 48 (1965), 61-67.
46. El «Pontificio Istituto di Música Sacra» de Roma en viaje triunfal
por Alemania. En TSM, 49 (1966), 112-114.
47. Las glosas de Antonio de Cabezón y de otros autores sobre el
Pange lingua de Juan de Urreda. En AM, XXI-1966 (1968).
45-59.
48. Cristóbal de Morales. En CD, 181 (1968), 71-88.
49. Más esclarecimientos en torno a la música del «Misterio» de
Elche. En TSM. 51 (1968), 83-84.
50. Las melodías de los «Libros corales» de El Escorial. En CD, 182
(1969), 345-372.
51. Las melodías de los «Libros corales» del Monasterio del Escorial.
TSM. 53 (1970), 35-42, 67-77.
52. Los órganos del Monasterio del Escorial. En TSM (1971), 86-88.
117-120; 1972, 51-54, 86-88.
53. Doce «Pange lingua» para órgano sobre la melodía española.
En TSM, 55 (1972), 13-16.
54. Música del P. Soler que se conserva en el Monasterio del Escorial.
En TSM. 55 (1972), 109-116.
55. Felipe Pedrell editor de «Opera Omnia» de Tomás Luis de Victoria.
En AM, XXVII-1972 (1973), 39-45.
56. José Lidón (1746-1827). Organista de la Capilla Real. En TSM,
56 (1973), 53-55.
57. El P. Soler, compositor de música vocal. En TSM. 56 (1973),
15-20.
58. La música religiosa en El Escorial. En TSM, 57 (1974), 67-73.
59. ¿Una misa desconocida de Palestrina? En TSM, 59 (1976), 35-37.
60. Autores y estilos en el Cancionero Musical de Palacio (Ensayo
de crítica estilísica). I. Juan de Encina. En TSM, 60 (1977), 67-68.
61. Tres motetes del P. Antonio Soler. En TSM, 60 (1977), 79.
62. Eslava musicólogo. Lira Sacro-Hispana. En «Monografía de Hilarión
Eslava». Diputación Foral de Navarra (1978), pp. 153-175.
63. Antonio Soler: Carta escrita a un amigo (1766). Introducción de
Samuel Rubio. RM, 11-1 (1979), 145-163.
64. Las sonatas del P. Soler. Ensayo de crítica interna. En RITMO,
n.º 502 (junio de 1980), 25-26.
65. La consonancia (acordes) en el «Arte de tañer Fantasía» de
Fray Tomás de Santa María. En RM, IV-1 (1981), V-40.
66. Antonio Soler (1729-1783) Ave Maris Stella, 4 voces. En RM. IV-1, 147-158.
67. ¿Es de Hernando de Cabezón «El prohemio al lector» de la «Obras de música» de su padre Antonio de Cabezón?. En «HILO MUSICAL», 118 (mayo-junio 1981), 6-8.
68. La música de tecla en el Renacimiento Español. En «Ciclo de música española del Renacimiento», Madrid. Fundación Juan
March, 1981, 62-67.
69. Dos interesantes cartas autógrafas de Tomás Luis de Victoria. En RM, IV-2 (1981), 334-341.
70. De lo mal que se leen y entienden nuestros teóricos y tratadistas
musicales antiguos. En RM, V-2 (1982), 363-367.
71. Los estudios folklóricos históricos y musicológicos en España durante el siglo XIX. En CUADERNOS DE MUSICA, 2 (1982),
115-121.
72. Dos obras de musicología galaica. En RITMO, 527 (noviembre, 1982), 29-31.

#### Ediciones de música antigua
73. O inefabili sacramento. Motete a 4 voces mixtas del P. Pedro Tafalla. O.S.H. Transcripción de Samuel Rubio. En «Evocación del pintor Claudio Coello» con motivo del tricentenario de su nacimiento, celebrado en la sacristía del Real Monasterio del Escorial el 29 de junio de 1942.
74. P. Manuel de León. Domine (esuchriste, a cuatro voces mixtas. En SPTSM (abril-mayo 1944), 38-41.
75. Juan de Torres. O admirábile sacramentum, a cuatro voces mixtas. En SPTSM (1945), 113-117.
76. Juan de Castro. Turbalmulta a cuatro voces mixtas. En SPTSM, 13 (1947), 256-258.
77. Antonio Soler. Confitebor tibi, Domine, a cuatro voces mixtas. En SPTSM, 13 (1947), 253-255.
78. Francisco Guerrero. Ave Virgo Sanctissima, a cinco voces mixtas. En SPTSM, 15 (1947), 304-308.
79. Tomás Luis de Victoria. Varias obras a voces mixtas. En SPTSM. 18 (1948), 352-380.
80. Cantos de Semana Santa del polifonista Tomás Luis de Victoria. En SPTSM (1948), 382-412.
81. Cantos de Semana Santa por el polifonista Tomás Luis de Victoria. En SPTSM (1949), 425-456.
82. Tomás Luis de Victoria. Miserere a cinco voces mixtas. En SPTSM. 25 (1950), 501-507.
83. Juan Navarro. Vexilla Regis. a cuatro voces mixtas. En SPTSM, 25 (1950), 515-517.
84. Francisco Guerrero. Regina Coeli, a cuatro voces mixtas. En SPTSM, 29 (1951), 10-12.
85. G. P. da Palestrina. Adoramus te, Christe, a cuatro voces mixtas. En SPTSM, 29 (1951), 1-2, 2-4.
86. Juan Esquivel de Barahona. Gloria in excelsis Deo. En SPTSM, 32 (1951), 71-72.
87. XVII Responsorios del Triduo Sacro por un autor español desconocido del siglo XVI. Estudio y edición. En SPTSM, 33 (1952). Introducción 1-8; 30 págs. de música.
88. Fray Martín de Villanueva. Christus factus est, a cuatro voces mixtas. En SPTSM, 23 (1953), 10-11.
89. Cristóbal de Morales. (Siete composiciones). En SPTSM, 39 (1953), 37-38.
90. Vivo yo mas no yo, a tres voces mixtas e iguales. Anónimo del s. XI. En TSM (1959), 23.
91. ¡Oh madre del rey del cielo! Anónimo del s. XV a 3 voces iguales. En TSM (1959), 26.
92. Francisco Guerrero. Tan largo ha sido el gastar. En TSM (1959), 28.
93. Francisco Guerrero. ¿Qué te daré, Señor? a cuatro voces mixtas. En TSM (1959).
94. Dios te salve, cruz preciosa. Anónimo ss. XV-XVI. En TSM (1959), 28.
95. Doce versos sobre el «Pange lingua» español: Antonio de cabezón (1, 9), Sebastián Aguilera de Heredia (2, 3), Fray Diego Torrijos (3), Pablo Bruna (4), José Jiménez (5, 6, 12), Anónimo (7), Fray José Perandreu (10, 11). En TSM, 55 (1972). Supl. 1-20.
96. Antonio Soler. Versos para Te Deum. En TSM, 54 (1972), 4-20.
97. José Lidón. Preludio e intento (órgano). En TSM 56 (1973), 53-55.
98. José Lidón. Preludio y Fuga sobre el Pange lingua español (Órgano). En TSM, 56 (1973), 1-9.
99. José Lidón. Preludio y Fuga sobre el «Sacris solemnis» hispano. En TSM, 56 (1973), 10-15.
100. Antonio Soler. Peccante quotidie (1752). En TSM, 56 (1973), 15-20.
101. Antonio Soler. Stabar Mater (1775). En TSM, 56 (1973), 15-20.
102. G. P. da Palestrina. Missa Sexti toni. En TSM, 59 (1976). Suplemento, 1-24.
103. Antonio Soler. Comeditis carnes. Responsorio 2° a 4, con violines, para la procesión del Corpus (1769). En TSM. 60 (1977),
2-13.
104. Antonio Soler. O vos omnes (cuatro voces mixtas). «Viernes Santo, para acabar el oficio». En TSM. 60 (1977). Sub. 14-17.
105. Antonio Soler. Sepulto Domino (cuatro voces mixtas). «Motete para después de colocado S. D. M. en el Monumento». En TSM,
60 (1977). Supl. 18-20.
106. Música de órgano del s. XVII en el Monasterio del Escorial: Pedro Tafalla, Cristóbal de San Gerónimo, Diego de Torrijos.
En TSM, 60 (1977). Supl. 1-20.

## Composiciones propias
No son muy numerosas las composiciones musicales de Samuel Rubio.
Anotamos, además de las tres comprendidas en su colección XXIV Cantica
Sacra... (n. 9), las siguientes:
107. Magníficat, fabordón a cuatro voces iguales. Modo I SPTSM, 40
(1953), 74-75.
108. Himno de Ntra. Sra. del Rosario de Arma, Patrona de Rionegro
(Colombia). Letra del Obispo de Popayán, Madrid 1959.

### Citas
1. ↑  Hernández G. Calonge , Luis (12 de enero de 1983). «Homenaje a Samuel Rubio: Obras del padre Antonio Soler en su centenario». Musicología hispánica: Tres maestros: Samuel Rubio, Miguel Querol, M. Santiago Kastner (Madrid: Fundación Juan March). Consultado el 26 de agosto de 2017.
2. ↑  Otero Novas, José Manuel (23 de mayo de 1980). «Real Decreto 989/1980, de 19 de mayo, por el que se nombra Catedrático numerario extraordinario de «Musicología» del Real Conservatorio Superior de Música de Madrid a don Samuel Rubio Calzón.». Boletín Oficial del Estado (Madrid: Agencia Estatal Boletín Oficial del Estado) (124): 11 176. ISSN 0212-033X. OCLC 231045136. BOE-A-1980-10485. Consultado el 26 de agosto de 2017.
3. ↑  Cavero Lataillade, Íñigo (20 de junio de 1981). «Real Decreto 1178/1981, de 8 de mayo, por el que se concede la Medalla al Mérito en las Bellas Artes, en su categoría de Oro, al Musicólogo don Samuel Rubio Calzón.». Boletín Oficial del Estado (147): 14 138. BOE-A-1981-13988. Consultado el 26 de agosto de 2017.
4. ↑  ABC (17 de marzo de 1986). P. Samuel Rubio Calzón. «Esquelas y generales». Diario ABC. p. 89.